# پیتر رونو
پیتر رونو (انگلیسی: Peter Rono؛ زادهٔ ۳۱ ژوئیهٔ ۱۹۶۷) دونده دو نیمه‌استقامت اهل کنیا بود. از افتخارات وی میتوان به کسب مدال طلا دو ۱۵۰۰ متر در بازی‌های المپیک تابستانی ۱۹۸۸ اشاره کرد.